# Castle Acre
Castle Acre è un villaggio e parrocchia civile dell'Inghilterra, appartenente alla contea del Norfolk. Il villaggio è situato sul fiume Nar a circa 4 miglia (6,4 km) a nord della città di Swaffham. Si trova a 15 miglia (24 km) a est della città di King's Lynn, 33 miglia (53 km) a ovest della città di Norwich e 103 miglia (166 km) da Londra.

## Storia
Il nome Castle Acre – che significa castello vicino a terreni coltivati – è di origine anglosassone e normanna e deriva dall'inglese antico e dal francese normanno.
Il villaggio è noto soprattutto per essere la sede dell'omonimo castello, costruito nel 1085 da William de Warenne per rafforzare il suo controllo sulle sue terre dell'Anglia orientale. Nel XII secolo, il castello divenne proprietà di Hamelin de Warenne che ospitò sia il re Enrico II, sia il re Edoardo I. Nel XVI secolo, nonostante fosse in gran parte fatiscente, ebbe una serie di illustri proprietari tra cui Thomas Howard, Thomas Cecil ed Edward Coke. Oggi il castello è gestito dall'English Heritage.
Castle Acre ospita inoltre le rovine del Priorato di Castle Acre, fondato nel 1090 da William de Warenne per un ordine di monaci cluniacensi. Il monastero cadde in rovina dopo la soppressione dei monasteri nel XVI secolo. Anche il priorato è gestito dall'English Heritage.

## Geografia
Nel censimento del 2011, Castle Acre aveva una popolazione di 848 residenti, suddivisi in 463 famiglie.

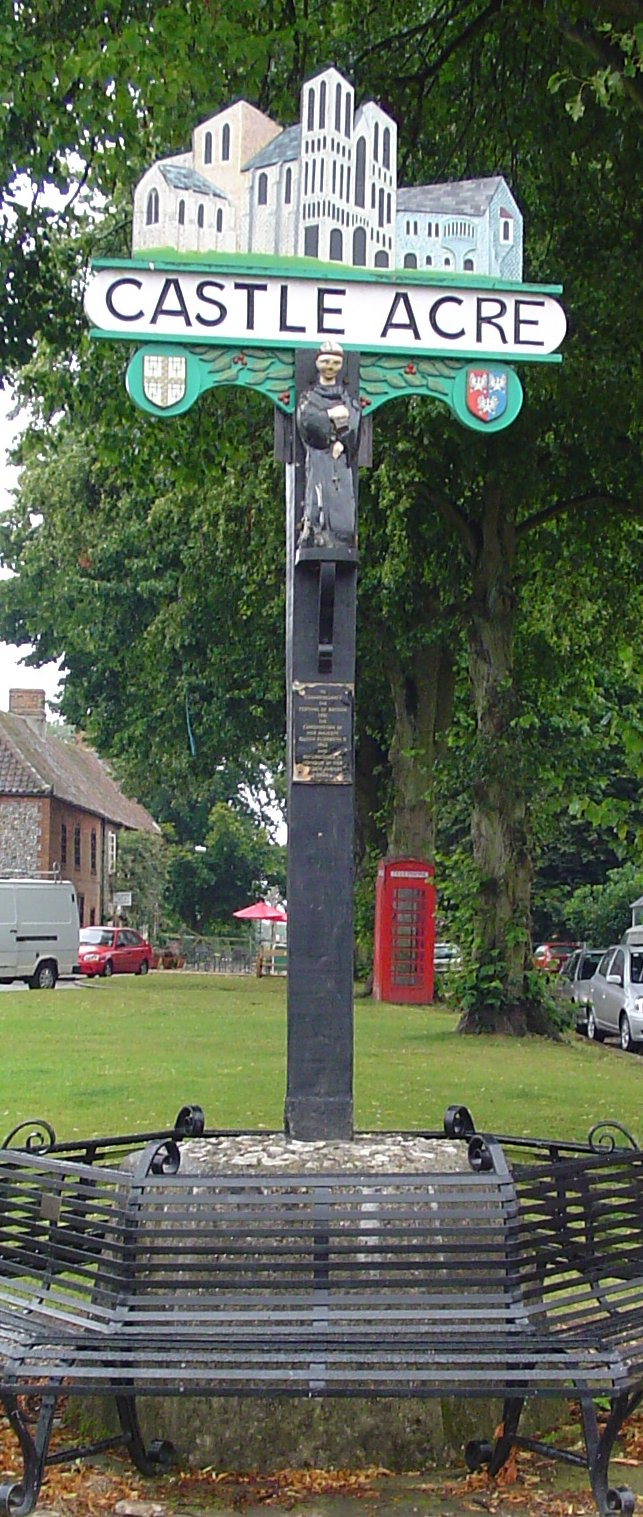

Castle Acre si trova nel distretto di King's Lynn e West Norfolk e fa parte del collegio elettorale di North West Norfolk. Dal 2019 al 2024 è stato rappresentato nel parlamento britannico dal deputato conservatore James Wild.

## Chiesa di San Giacomo
La chiesa parrocchiale anglicana di Castle Acre è di origine normanna ed è dedicata a san Giacomo. La chiesa fu profondamente restaurata nel XIV secolo e ulteriori lavori furono completati nel XIX secolo dall'architetto Ewan Christian.